# Monte Soyat
Il Monte Soyat (in lingua inglese: Mount Soyat) è una prominente montagna, alta 2.150 m, situata sul fianco orientale del Ghiacciaio Reedy, subito a nord della congiunzione con il Ghiacciaio Norfolk, nel settore occidentale del Wisconsin Range della catena dei Monti Horlick, nei Monti Transantartici, in Antartide.
Il monte è stato mappato dall'United States Geological Survey (USGS) sulla base di rilevazioni e foto aeree scattate dalla U.S. Navy nel periodo 1960-64.
La denominazione è stata assegnata dall'Advisory Committee on Antarctic Names (US-ACAN), in onore del comandante David Soyat, della U.S. Navy, responsabile delle operazioni aeree dello Squadron VX-6 presso la Base McMurdo durante l'inverno 1962.